# Římskokatolická farnost Krucemburk
Římskokatolická farnost Krucemburk (v letech 1949–1993 Křížová) je územním společenstvím římských katolíků v rámci havlíčkobrodského vikariátu královéhradecké diecéze.

## O farnosti

### Historie
Krucemburk je poprvé písemně doložen v roce 1241. Již tehdy zde byl kostel s plebánií. V roce 1359 je znám plebán, jménem Václav. Ta však v důsledku dějinných událostí později zanikla. V roce 1664 je Krucemburk uváděn jako filiálka farnosti v Hlinsku. V letech 1693–1697 byl filiálkou farnosti Vojnův Městec, kterou spravovali cisterciáčtí mniši z kláštera ve Žďáře nad Sázavou. Samostatná farnost byla v Krucemburku obnovena v roce 1697. K 1. lednu 2006 došlo ke zrušení farností ve Vojnově Městci a Horním Studenci a jejich území bylo začleněno do rámce farnosti krucemburské.

#### Přehled duchovních správců
- 1879–1902 R.D. František Kotrbelec
- 1902–1926 R.D. Antonín Rohlík
- 1927–1959 R.D. Karel Wiesner
- 1959–1987 R.D. Bohuslav Kranda
- 1988–1989 R.D. Ludvík Pfeifer
- 1989–1993 R.D. ThLic. Jaroslav Brož, SSL
- 1993–2006 R.D. Mgr. Antonín Brychta
- 2006–2010 R.D. ThLic. Gabriel Burdej
- 2010–2015 R.D. Piotr Balewicz
- 2015-2016 R.D. Štefan Brinda
- od 1. srpna 2016 R.D. ICLic. Mgr. Pavel Seidl, osobní děkan

### Současnost
Farnost Krucemburk má sídelního duchovního správce, který je zároveň ex currendo administrátorem farnosti Sopoty.
| Kostel                      | Místo                | Bohoslužba          | Bohoslužba      | Poznámka          |
| --------------------------- | -------------------- | ------------------- | --------------- | ----------------- |
| Kostel sv. Václava          | Horní Studenec       | neděle čtvrtek      | 9.30 18.00      | filiální kostel   |
| Kostel sv. Mikuláše         | Krucemburk           | neděle středa pátek | 8.00 7.30 18.00 | farní kostel      |
| Kaple sv. Cyrila a Metoděje | Škrdlovice           | sobota              | 18.00           | obecní kaple      |
| Kostel sv. Ondřeje          | Vojnův Městec        | neděle              | 11.00           | filiální kostel   |
| Oratorium                   | Ždírec nad Doubravou | středa              | 17.00           | v domově důchodců |